# Miconia lepidota
Miconia lepidota là một loài thực vật có hoa trong họ Mua. Loài này được Schrank & Mart. ex DC. mô tả khoa học đầu tiên năm 1828.